# ضريح توغو
ضريح توغو (باليابانية: 東郷神社) هو ضريح شنتو يقع في منطقة شيبويا وسط طوكيو، اليابان. تم تشييده لتكريم ذكرى الأدميرال توغو هيساشي، أحد أبرز القادة العسكريين في التاريخ الياباني الحديث، والمعروف بانتصاره في معركة تسوشيما خلال الحرب الروسية اليابانية.

## التاريخ
تم إنشاء الضريح في عام 1940، بعد عامين من وفاة الأدميرال توغو، ليكون مزارًا روحيًا ومكانًا لتخليد إنجازاته العسكرية. تم تدمير الضريح الأصلي خلال الحرب العالمية الثانية، ثم أُعيد بناؤه لاحقًا.

## الموقع
يقع الضريح في حي شيبويا، بالقرب من منطقة التسوق الشهيرة هاراجوكو، ويُعد واحدًا من المزارات الهادئة التي تجذب الزوار الباحثين عن ملاذ تقليدي وسط العاصمة.

## مزارات مماثلة
توجد أضرحة أخرى مكرسة للأدميرال توغو في أماكن مختلفة من اليابان، منها ضريح في كاغوشيما، مسقط رأسه.

## معلومات إضافية
يضم مجمع الضريح حديقة صغيرة، ومتحفًا صغيرًا يضم تذكارات تتعلق بالأدميرال توغو، كما يُستخدم الموقع أحيانًا لإقامة مراسم الزفاف على الطراز الشنتوي.